# 海軍航空システム・コマンド

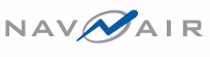
海軍航空システム・コマンドのロゴマーク

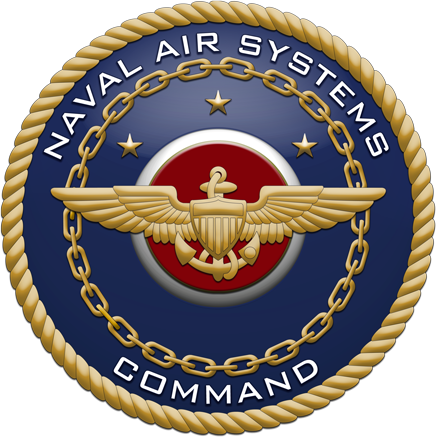
海軍航空システム・コマンドの標章

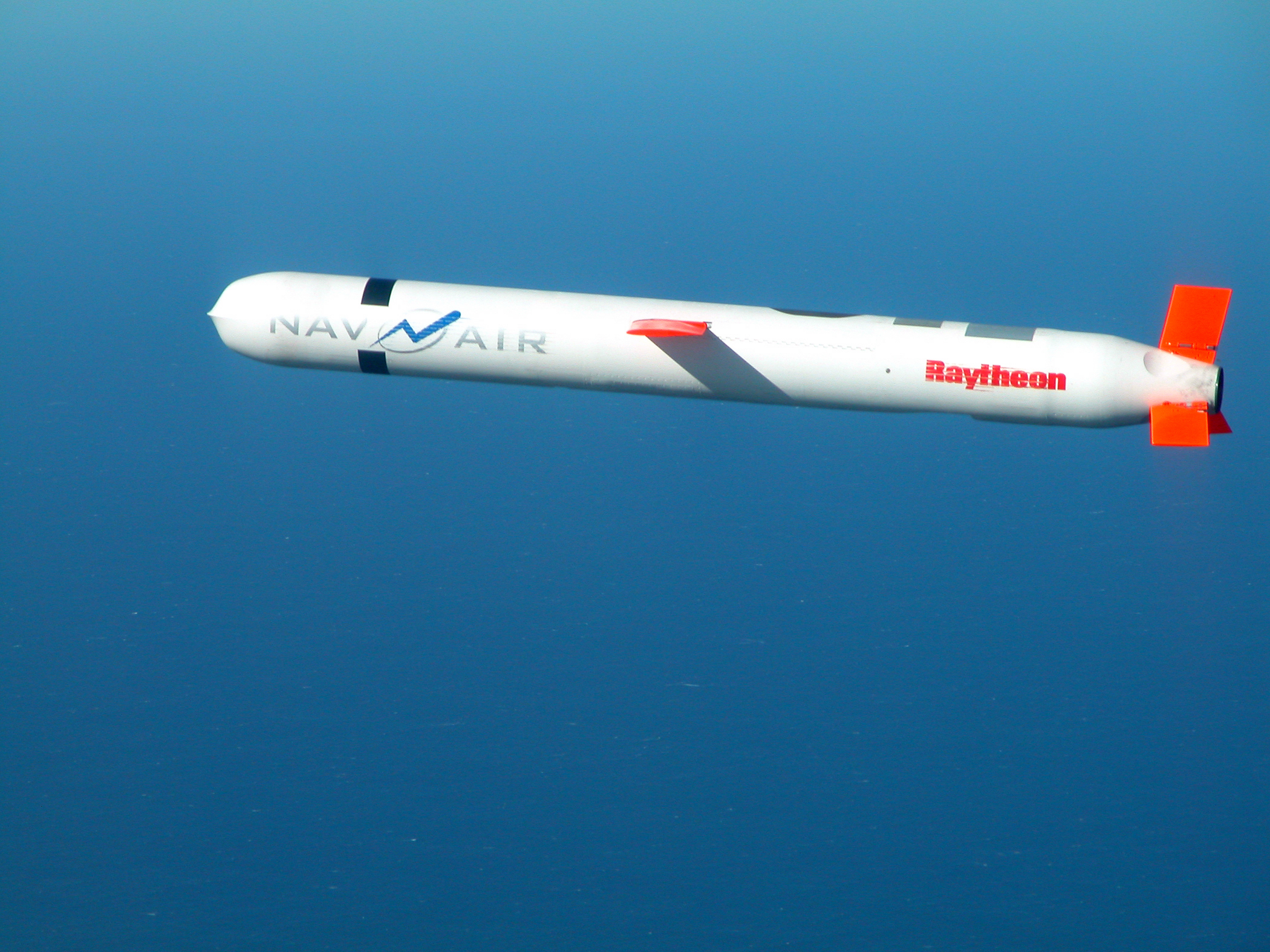
NAVAIR トマホーク巡航ミサイル

海軍航空システム・コマンド（Naval Air Systems Command, NAVAIR）は、アメリカ海軍に対し航空機および航空機搭載兵器に関する物的支援を提供する機関である。1966年に海軍兵器局（Bureau of Naval Weapons）の後を引き継いで設立されたこの機関は、数多くの海軍システム・コマンド（Navy systems commands）の中の1つである。 
NAVAIRに所属する軍人および軍属はアメリカ国内に8ヵ所および海外に2ヵ所ある施設で勤務しており、その本部はメリーランド州パタクセント・リバー海軍航空基地に置かれている。2016年4月13日現在の司令官は海軍中将ポール・グロスクラッグス（Paul Grosklags）、副司令官は准将フランシス・D・モーリー（ Francis D. Morley）、最先任軍属である司令官代理はゲアリー・ニュートン（Gary Newton）氏である。
NAVAIRの任務は、海軍兵士および海兵隊員が運用する海軍航空機、兵器およびシステムに関し、ライフサイクルサポートを提供することである。この支援には、研究、設計、開発およびシステム設計、調達、試験および評価、訓練施設および装備、修理及び改修、ならびに就航機の技術および兵站支援が含まれている。
NAVAIRは、プログラム管理、契約、研究および技術、試験および評価、兵站および産業運用、共同運用、監査ならびに助言の8つの「competencies（機能）」を実行する組織により構成されている。NAVAIRは、担当事業の費用、スケジュールおよび要求性能について責任を有する海軍航空プログラム・エクゼクティブ・オフィサー（ Program Executive Officers, PEOs）および彼らに割り当てられたプログラム・マネージャー（program managers）に対し、（人員、過程、手段、訓練、施設および中核技術を通じた）支援を供給する。 

## NAVAIRの所在地
NAVAIR本部は、メリーランド州セントメアリーズ郡のパタクセント・リバー海軍航空基地に所在する。NAVAIRは、アメリカ中の8か所と海外に2か所の計10か所の施設に分散している。それらの場所は、次のとおり。
- メリーランド州パタクセント・リバー海軍航空基地：航空機およびシステム開発、試験、評価、試験場
- ニュージャージー州レイクハースト海軍航空技術基地：支援装置、航空機発射および回復装置
- フロリダ州オーランド：訓練システム、教育システム
- カリフォルニア州チャイナレイク海軍航空兵器基地：兵器およびシステム開発、エネルギー論、試験場
- カリフォルニア州ポイント・マグー海軍航空基地：兵器試験および評価、目標、試験場
- カリフォルニア州ノースアイランド海軍航空基地：
- ノースカロライナ州チェリーポイント：就航機支援センター（In-Service Support Center）、垂直離着陸教育研究本部（Vertical Lift Center of Excellence）
- フロリダ州ジャクソンビル海軍航空基地：就航機技術、修理および改修支援
- 神奈川県厚木海軍航空基地：
- カンパニア州ナポリ：

## プログラム・エクゼクティブ・オフィサー（Program Executive Officers, PEO）
NAVAIRは、組織上、アメリカ海軍作戦部長と連接している。
NAVAIRは、その任務の一環として、関係するプログラム・エクゼクティブ・オフィサー（ Program Executive Offices, PEO）に支援、人材、資源および施設を提供している。プログラム・エクゼクティブ・オフィサー（Program Executive Offices, PEO）は、主要な国防調達プログラムの実施を担っている。PEOは、組織上、研究、開発および調達担当海軍次官補と連接している。
NAVAIRに併置されている各海軍航空PEOは、NAVAIRから示される方針および要領に基づいて、その業務を実施している。国防長官府直轄のジョイント・ストライク・ファイター・プログラム・エクゼクティブ・オフィス（PEO(JSF)）などの他のPEOも、NAVAIRからの支援および協力を受け、その研究所および施設を利用している。
海軍航空PEOは、次のとおり。：
- 戦術プログラム（Tactical Programs）・プログラム・エクゼクティブ・オフィサー（PEO（T））
- 強襲および対潜水艦戦プログラム（Assault and ASW Programs）・プログラム・エクゼクティブ・オフィサー（PEO（A））
- 無人航空および打撃兵器（Unmanned Aviation and Strike Weapons）プログラム・エクゼクティブ・オフィサー（PEO（U＆W））

## 海軍航空エンタープライズ（集団）
NAVAIRは、3つの組織で構成され、現状では海軍航空部隊司令官（Commander Naval Air Force）が指揮を執り、海軍航空戦作戦部長（OPNAV Director, Naval Air Warfare）が支援する海軍航空エンタープライズ（Naval Aviation Enterprise）の一員である。

## 参照
- 海軍航空戦センター（英語版）

関連組織
- アメリカ陸軍資材コマンド（United States Army Materiel Command）
- Marine Corps Systems Command (U.S. Marine Corps)
- Naval Sea Systems Command (U.S. Navy)
- Space and Naval Warfare Systems Command (U.S. Navy)
- Naval Facilities Engineering Command (U.S. Navy)
- Naval Supply Systems Command (U.S. Navy)
- 空軍資材コマンド（Air Force Materiel Command ）(アメリカ空軍)